# 人民民兵

人民民兵标志

人民民兵（捷克語：Lidové milice，缩写为LM），又称工人阶级的武装拳头，是捷克斯洛伐克历史上的一个民兵组织，隶属于捷克斯洛伐克共产党，存在于1948年2月21日—1989年12月21日。